# ボケ山古墳

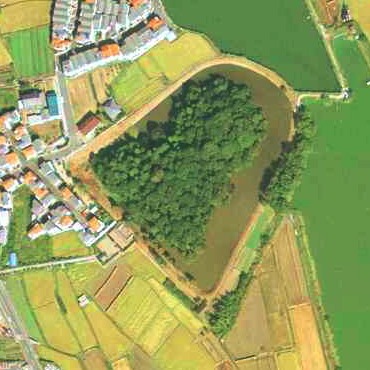
ボケ山古墳の空中写真。

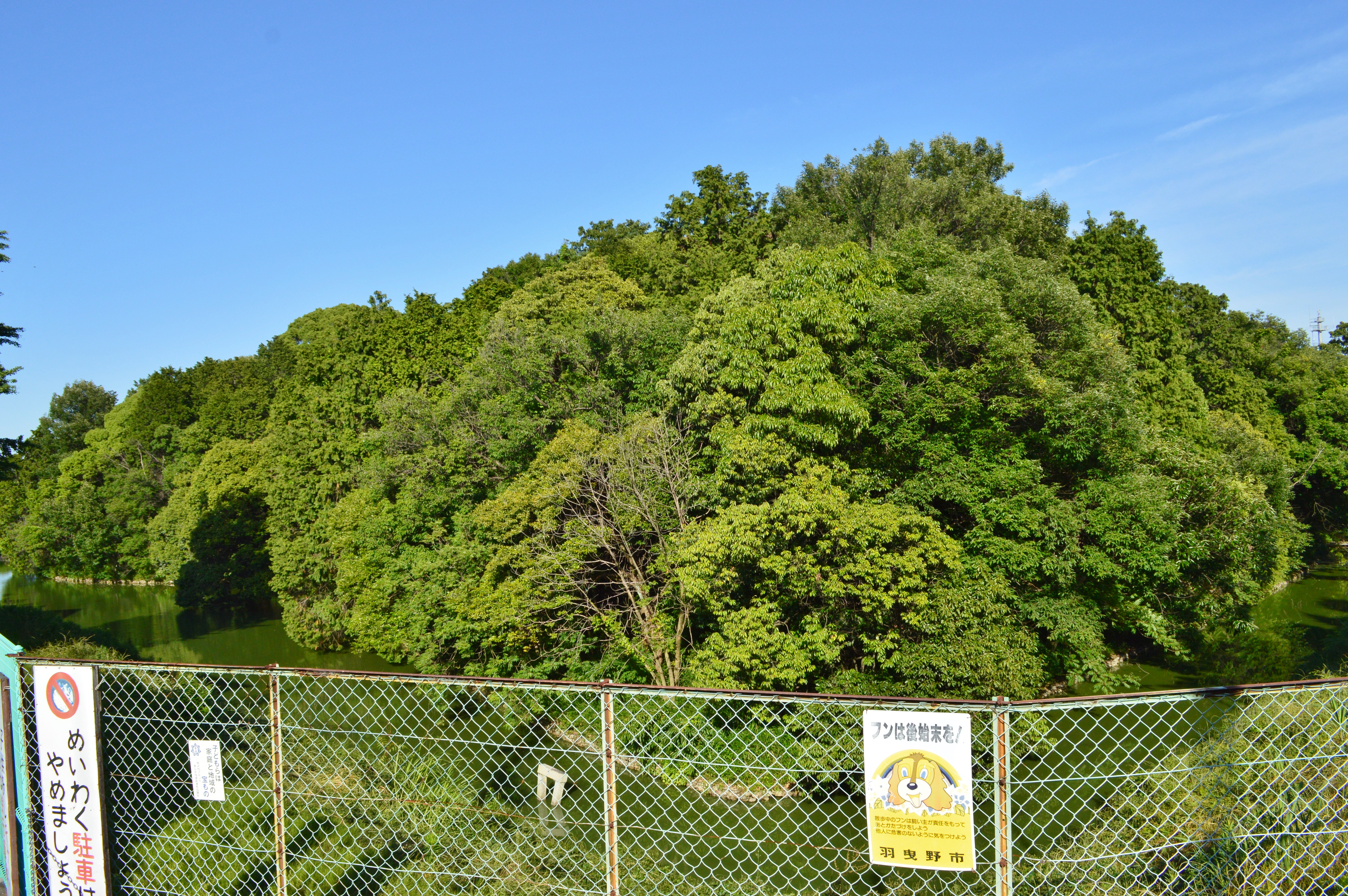
墳丘（右に前方部、左奥に後円部）

ボケ山古墳（ぼけやまこふん、野中ボケ山古墳）は、大阪府藤井寺市青山3丁目にある古墳。形状は前方後円墳。古市古墳群を構成する古墳の1つ。
実際の被葬者は明らかでないが、宮内庁により「埴生坂本陵（はにゅうのさかもとのみささぎ）」として第24代仁賢天皇の陵に治定されている。

## 概要
ボケ山古墳は、墳丘の長さ122メートル、前方部の幅107メートル・高さ13メートル、後円部は直径65メートル・高さ11.5メートルの前方後円墳である。
南東のくびれ部に造出があり、周囲は濠で囲まれている。
1975年と1979年の大阪府教育委員会による外堤調査により、後円部北東側の堤と前方部北西側の堤で円筒埴輪列が発見された。
また、1981年の羽曳野市教育委員会による外堤調査により、前方部北西側の堤に接する斜面で2基の埴輪窯が発見された。
出土した円筒埴輪などの特徴から、6世紀前半に築造されたものと考えられている。
宮内庁によって仁賢天皇陵に治定されており、拝所が前方部正面の濠の外にある。

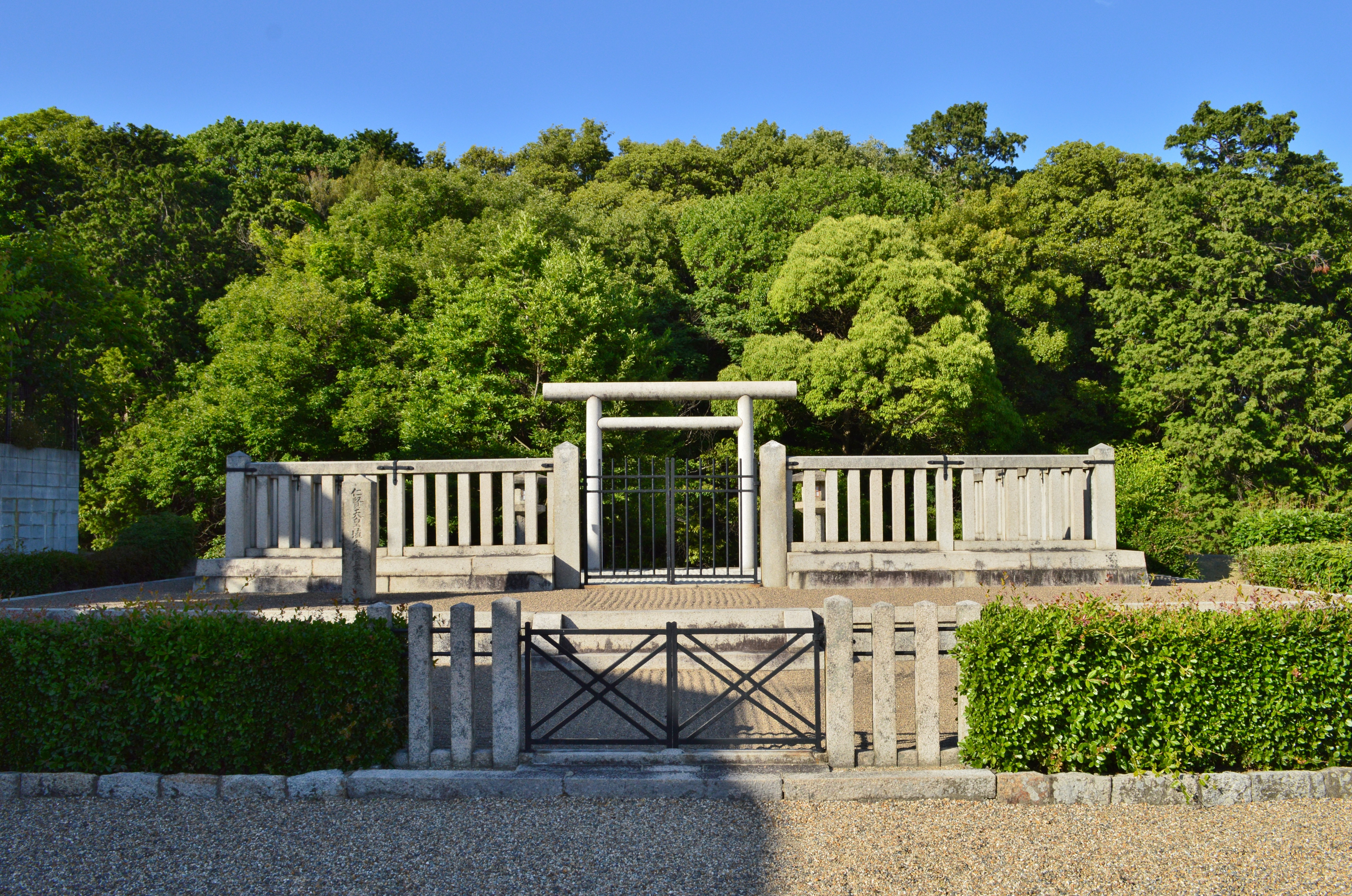
仁賢天皇埴生坂本陵 拝所